# David Rush (rappeur)
David Rush, également connu sous le nom de Young Bo$$, de son vrai nom David Mauricio Bowen-Petterson, est un rappeur et producteur de musique américain. David Rush est un artiste signé au label Mr. 305 Inc du rappeur cubano-américain Pitbull. Il est surtout connu pour son premier single  intitulé Shooting Star, dont le remix s'intitule Party Rock Mix, en featuring avec le duo LMFAO.

## Biographie
David Rush est né à Highland Park, dans le New Jersey. Il lance sa carrière dans le hip-hop en parallèle à ses études à l'Art Institute of Atlanta. C'est à cet endroit qu'il rencontre Soundz, un futur producteur. Les deux collaborent sur une chanson intitulée Go Girl, et mène ainsi Rush à signer au 305 du rappeur Pitbull, en 2007. La chanson atteint la 83e place du Billboard Hot 100. Après ça, il change officiellement de no mde scène pour David Rush, et publie sa première mixtape, Feel the Rush Vol. 1 le 18 septembre 2008. La mixtape contient ses plus grands succès en date, son premier single, Shooting Star, qui fait participer Pitbull et est produit par AYB. Le single est classé au top 100 des classements canadiens et le top 10 du Billboard Rhythmic Top 40. Shooting Star est remixé par LMFAO et Kevin Rudolf. Rush collabore de nouveau avec Pitbull sur l'album de ce dernier, Global Warming.

## Discographie

### Mixtape
- 2008 : Feel the Rush Vol. 1

### Single
- 2008 : Shooting Star (Party Rock Remix) (featuring Kevin Rudolf, LMFAO et Pitbull)

### Featurings
- 2007 : Go Girl sur l'album The Boatlift de Pitbull (featuring Trina & Young Bo$$)
- 2011 : Took My Love sur l'album Planet Pit de Pitbull (featuring Red Foo, Vein & David Rush)
- 2012 : All Night produit par Spinnin' Records avec Pitbull